# مسجد رابعة العدوية
مسجد رابعة العدوية هو أحد أشهر مساجد القاهرة، يقع المسجد بحي مدينة نصر بشرق القاهرة عند تقاطع طريق الأوتوستراد مع شارع الطيران، وترجع شهرة المسجد الكبرى لخروج جنازات المشاهير منه وذلك لقربه من مقابر شرق القاهرة. اشتهر أكثر عندما اعتصم حوله أنصار الرئيس محمد مرسي قبيل الانقلاب العسكري ضده. وبعد امتداد الاعتصام لقرابة الخمسين يوما تخللها أحداث دامية مثل أحداث الحرس الجمهوري وأحداث طريق النصر تم فض الاعتصام بالقوة صباح يوم الأربعاء 14 أغسطس 2013 من قبل قوات الداخلية، وتم خلالها اقتحام المسجد وحرقه. وظل المسجد مغلقا منذ ذلك الحين.

## جمعية مسجد رابعة العدوية
اشتهرت جمعية مسجد رابعة العدوية في العام 1993 حيث تعد الجمعية أحد أهم الجمعيات العاملة في مجال العمل الخيري والتنموي بالقاهرة، يدير الجمعية مجلس إدارة مكون من 11 عضواً، كما يبلغ أعضاء الجمعية العمومية 300 عضو كلهم من المتطوعين، يرأس المستشار سيد السبكي مجلس إدارتها.

## ملحقات المسجد
- مستشفى الجمعية الكبير أسس في العام 1997 والمستشفى يقدم جميع التخصصات وبه وحدة للطوارئ وعيادات خارجية ووحدة للغسيل الكلوي
- قاعة للمناسبات يتم استقبال العزاء بها .
- مركز زدني للتنمية البشرية .
- مركز للكمبيوتر وعلوم الحاسب .
- مركز للثقافة الإسلامية .

مستشفى متطور من رعاية وحضانة وعيادات خارجية